# Orzełek plamisty
Orzełek plamisty (Hieraaetus ayresii) – gatunek ptaka z rodziny jastrzębiowatych (Accipitridae). Zamieszkuje Afrykę Subsaharyjską. Nie wyróżnia się podgatunków. Mimo niezbyt licznej populacji nie jest zagrożony wyginięciem.

## Morfologia

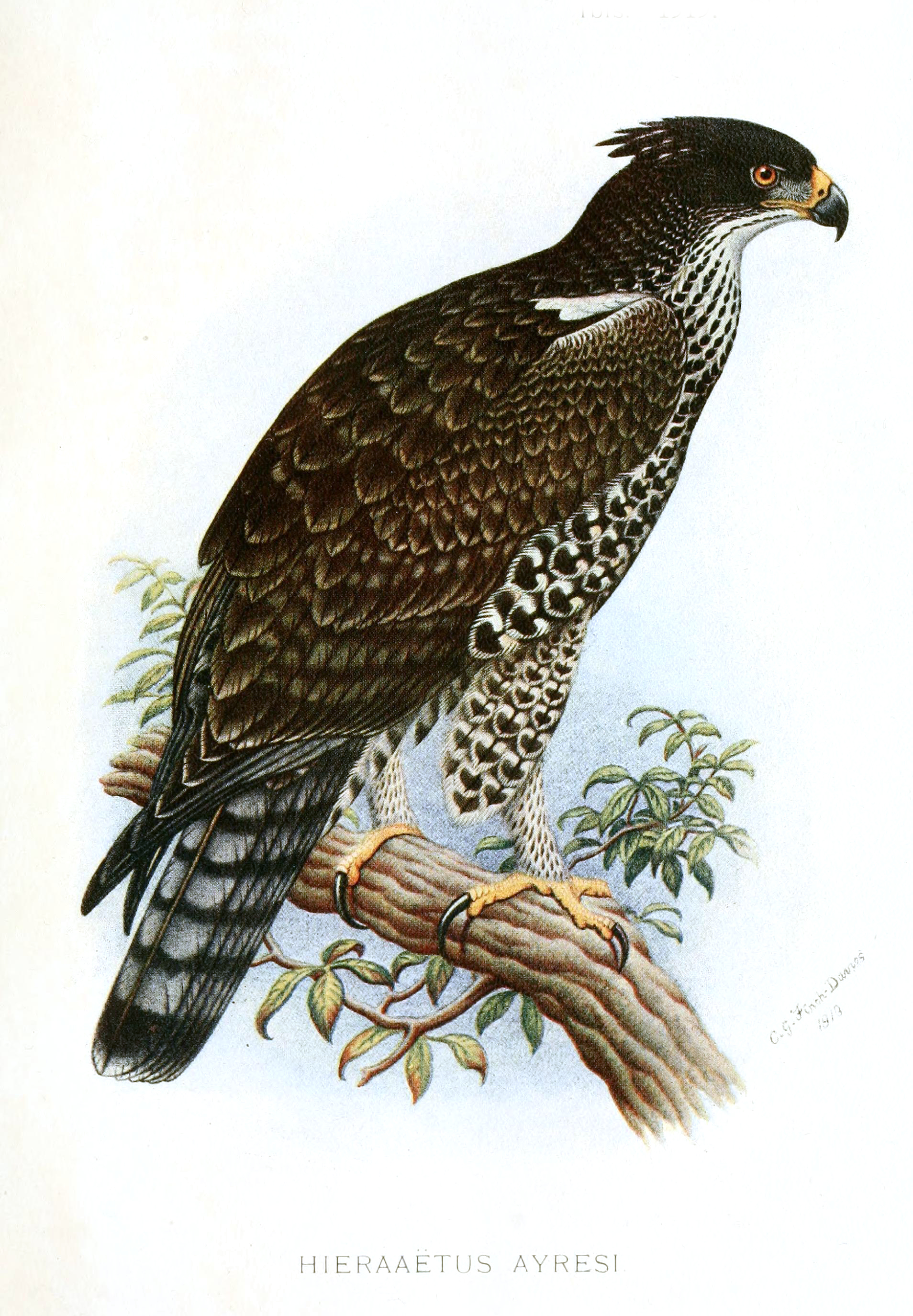
Orzełek plamisty na rycinie z 1919 roku

Ma od 45 do 61 cm długości i waży do około 1 kilograma.
Dorosły samiec ma czarniawe górne partie, które są biało nakrapiane, zwykle ma też białe czoło i brew. Pokrywy górnego skrzydła są podobnie upierzone. Ogon jest popielato-szary z szeroką czarną końcówką i trzema do czterech węższych ciemnych pasków. Lotki 1. rzędu i 2. rzędu są czarne. Pod spodem są białe, z dużymi ciemnobrązowymi plamami i plamami na piersi i brzuchu, które stają się rzadsze na udach i piersi. Nogi są jasnobiałe. Pokrywy pod skrzydłami są brązowe, z białymi elementami, spodnia strona lotek jest ciemna i mocno pręgowana. Oczy są żółte lub pomarańczowe, stopy żółte, dziób jest niebieskawy, z czarną końcówką. Samce są mniejsze niż samice, które są również ciemniejsze i zwykle bardziej gęsto nakrapiane na spodniej stronie oraz mają mniejszą ilość bieli na czole i brwi.

## Zasięg występowania
Występuje w Afryce Subsaharyjskiej – od Sierra Leone na wschód po Etiopię i Somalię, a stamtąd na południe po północną Namibię, północną Botswanę i północno-wschodnią RPA.

## Ekologia i zachowanie
Występuje w otwartych lasach, często w górach, na wilgotniejszych i bardziej zadrzewionych sawannach lub w pasmach lasów nadrzecznych. Rzadko spotykany w gęstszych lasach deszczowych lub na otwartym terenie. Po sezonie lęgowym może odwiedzać miasta i plantacje.
Buduje małe gniazdo z patyków, wyłożone gałązkami z zielonymi liśćmi i umieszczone wysoko w rozwidleniu wysokiego drzewa. Czasami korzysta ze starego gniazda innego dużego gatunku drapieżnego ptaka. W zniesieniu 1 jajo na obszarach okołorównikowych i 2 jaja w południowej Afryce. Inkubacja trwa 43–48 dni.
Żywi się głównie małymi i średniej wielkości ptakami, a zwłaszcza gołębiami. Poluje również na gryzonie żyjące na drzewach.

## Status
Międzynarodowa Unia Ochrony Przyrody (IUCN) uznaje orzełka plamistego za gatunek najmniejszej troski (LC – least concern) nieprzerwanie od 1988 roku. Jego całkowita liczebność, według szacunków, zawiera się w przedziale 1000 – 10 000 osobników, czyli 670–6700 osobników dorosłych. Trend liczebności populacji uznaje się za stabilny.